# 76,2 mm M1939
Il cannone divisionale M1939 o F-22 USV (in russo: 76-мм дивизионная пушка обр. 1939 г.) era un cannone da campagna sovietico da 76,2 mm. Fu adottato dall'Armata rossa nel 1939 ed estesamente impiegato durante la seconda guerra mondiale. Secondo la terminologia russa, il cannone era designato come "divisionale" in quanto assegnato alle batterie dipendenti dai comandi divisionale. Il F-22 USV fu il modello intermedio tra il precedente F-22 ed il ZiS-3, che lo sostituì nelle linee di produzione ed al fronte.

## Storia

### Sviluppo

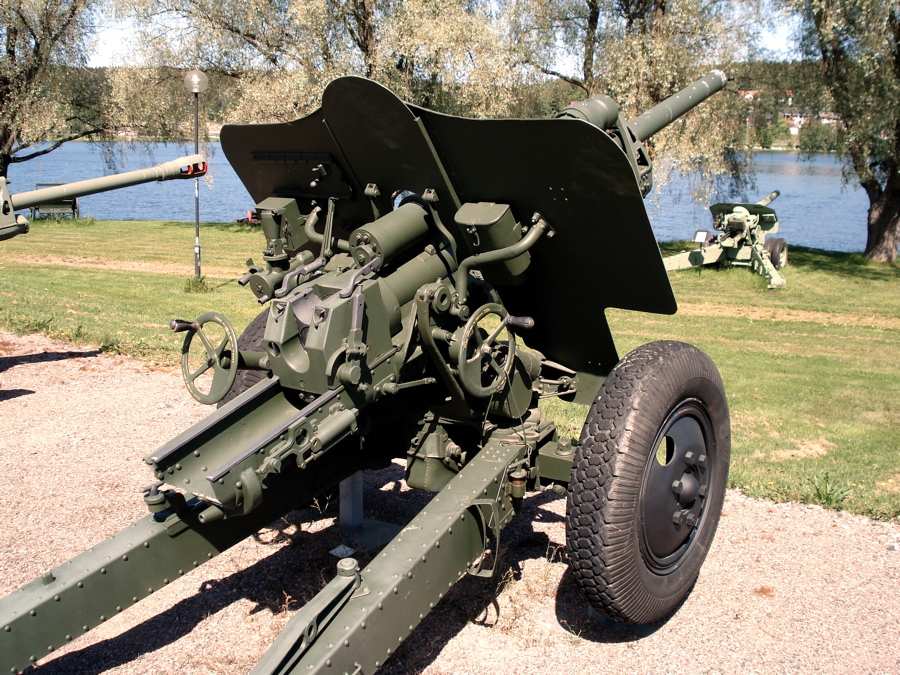
M1939. Culatta ed affusto.

Nel 1937 il Comando dell'Armata rossa, insoddisfatto sia dell'obsoleto 76 mm M1902/30 che del nuovo ma imperfetto 76,2 mm M1936, avviò lo sviluppo di una nuova arma. I requisiti, emessi nel marzo di quell'anno, richiedevano un'elevazione di 45° ed un peso in ordine di combattimento non superiore a 1 500 kg, con la stessa balistica e munizione del M1902/30.
Tre uffici di progettazione risposero al bando: lo Stabilimento L-12 diretto da Makhanov, lo Stabilimento Nº 92 di Grabin e lo Stabilimento AKB-43 di Kondakov. Lo stabilimento L-12 fu il primo ad effettuare le prove sul campo nell'aprile-maggio 1938, venne rinviato in fabbrica per le modifiche; testato di nuovo nell'agosto dello stesso anno e poi riconsegnato all'Armata rossa per ulteriori prove. Anche il prototipo di Grabin fu provato a terra in marzo-aprile 1939 e sperimentato dall'esercito; anche se la sua designazione F-22 USV suggeriva la diretta derivazione dal F-22, in effetti si trattava di un progetto completamente nuovo. Il terzo progetto, il NDP dello stabilimento AKB-43, non superò le prove sul campo dell'aprile del 1939.
L'Armata rossa testò i due progetti rimanenti dal 5 giugno al 3 luglio; soddisfatto complessivamente da entrambi, la scelta cadde infine sul F-22 USV, che mostrava meno "problemi di dentizione". La produzione iniziò nel 1939, con 140 pezzi realizzati entro la fine dell'anno e 1 010 pezzi nel 1940; nel 1941 la produzione venne interrotta, in quanto le esigenze dell'artiglieria divisionale erano state soddisfatte e perché comunque l'esercito aveva già avviato la transizione verso calibri divisionali maggiori, come il 107 mm M1940.
Con l'invasione tedesca dell'URSS nel 1941, la produzione fu ripresa presso lo Stabilimento Nº 92 e presso la fabbrica Barrikadij di Stalingrado; in quell'anno furono prodotti 2 616 pezzi e 6 046 nell'anno successivo. Dalla fine dell'estate 1941 iniziò la graduale conversione delle linee di produzione da quest'arma ad un altro progetto di Grabin, lo ZiS-3, ed alla fine del 1942 il processo era completato.

## Impiego operativo

### Armata rossa
Secondo l'ordinamento del 1939, ogni divisione fucilieri aveva in organico due reggimenti di artiglieria: 
- reggimento artiglieria leggera:
  - un battaglione da 76 mm su tre batterie di quattro cannoni ciascuna;
  - due battaglioni misti, ognuno con una batteria da 76 mm (8 pezzi) e due batterie di obici da 122 mm.
- reggimento obici: con 20 cannoni da 75 mm

Nel giugno 1940 il battaglione da 76 mm del reggimento leggero venne rimosso, lasciando solo gli 8 pezzi da 76 assegnati ai battaglioni misti. Nel marzo 1942 fu aggiunto un terzo battaglione misto (su una batteria da 76 mm e una batteria da 122 mm), che portò a 12 il numero di cannoni da 76 mm.
Le divisioni della Guardia da dicembre 1942 ebbero tre battaglioni di artiglieria (due batterie da 76 mm e una da 122 mm ciascuno), per un totale di 24 pezzi da 76 mm. Dal dicembre 1944 queste grandi unità furono riorganizzate per avere una brigata di artiglieria su tre reggimenti, dei quali uno di artiglieria leggera con 20 cannoni da 76 mm. Questo ordinamento fu esteso a tutte le unità nel giugno 1945.
Le divisioni motorizzate schieravano due battaglioni misti (ciascuno su una batteria da 76 mm e due da 122 mm), per un totale di 24 pezzi da 76 mm. Le divisioni di cavalleria fino ad agosto 1941 erano dotate di 8 cannoni da 76 mm, poi la componente di artiglieria divisionale fu rimossa e ricostituita nell'estate 1942.
Le brigate di fanteria dal 1939 avevano 8 cannoni da 76 mm, mentre le brigate motorizzate e meccanizzate ne schieravano 12. Alla fine del 1944 anche i corpi d'armata corazzati e di artiglieria ricevettero un reggimento di artiglieria leggera con 24 cannoni da 76 mm.
Il F-22 USV era utilizzato anche dalle unità di artiglieria della Riserva del Comando Generale, organizzate in brigate di artiglieria anticarro (24 USV, ridotti a 16 dal 1942), brigate di artiglieria leggera (60-72 pezzi USV) e divisioni di artiglieria di rottura (72 USV, ridotti a 48 dal 1944).

### Altri utilizzatori
Tra il 1941 ed il 1942 molti F-22 USV furono catturati dalla Wehrmacht, che li schierò operativamente come cannoni campali, con la denominazione 7,62 cm FK 297(r). Nel marzo 1944 risultavano in servizio con i tedeschi 359 pezzi di preda bellica, dei quali 295 sul fronte occidentale, 40 in Danimarca e 24 sul fronte orientale. Alcuni di questi USV catturati modificati in cannoni anticarro 7,62 cm PaK 39(r)
I finlandesi, durante la guerra d'inverno, catturarono ai russi 9 di F-22 USV. Designati 76 K 39, non entrarono mai in azione.

## Tecnica
Il F-22 USV aveva un affusto ruotato a code divaricabili. Le ruote, a disco metallico con pneumatico, erano quelle dell'autocarro ZiS-5 ed erano montati su sospensioni a balestra trasversale. La bocca da fuoco aveva un otturatore semi-automatico a cuneo verticale ed era installata su una culla tipo Bofors. La camera di scoppio era modellata sulla munizione da 76 mm standard M1900. Il freno di sparo consisteva di un cilindro idraulico e di un recuperatore idropneumatico. Gli organi di mira ed i volantini di elevazione e brandeggio stranamente si trovavano su lati diversi della bocca da fuoco (rispettivamente a sinistra ed a destra).

## Munizionamento
| Munizionamento disponibile             |                       |            |                             |                            |             |
| Tipo                                   | Modello               | Peso (kg)  | Caricamento (g)             | Velocità alla volata (m/s) | Gittata (m) |
| Proiettili anticarro                   |                       |            |                             |                            |             |
| APHE-T                                 | BR-350A               | 6,3        | 155                         | 662                        | 4 000       |
| APHE-T                                 | BR-350B               | 6,5        | 119                         | 655                        | 4 000       |
| AP-T                                   | BR-350BSP             | 6,5        | -                           | 655                        | 4 000       |
| Decalibrata (da aprile 1943)           | BR-354P               | 4,20       | 500                         | 1025                       | 7000        |
| HEAT, ferro acciaioso (da maggio 1943) | BP-350A               | 5,28       | 623                         | 355                        | 5000        |
| Granate esplosive ed a frammentazione  |                       |            |                             |                            |             |
| HE-Frammentazione, acciaio             | OF-350                | 6,2        | 710                         | 680                        | 13 290      |
| Frammentazione, ferro acciaioso        | O-350A                | 6,21       | 540                         | 680                        | 10 000      |
| HE-Frammentazione                      | OF-350V               | 6,2        |                             |                            |             |
| HE-Frammentazione, produzione limitata | OF-363                | 7,1        |                             |                            |             |
| HE, acciaio, antiquata (zarista)       | F-354                 | 6,41       | 785                         | 640                        | 9 170       |
| HE, acciaio, antiquata (zarista)       | F-354M                | 6,1        | 815                         |                            |             |
| HE, steel, antiquata (francese)        | F-354F                | 6,41       | 785                         | 640                        | 9 170       |
| Granate shrapnel                       |                       |            |                             |                            |             |
| Shrapnel, corpo bomba D                | Sh-354                | 6,5        | 85 (260 pallette)           | 624                        | 6 000       |
| Shrapnel, corpo bomba T-6              | Sh-354T               | 6,66       | 85 (250 pallette)           | 618                        | 8,600       |
| Shrapnel                               | Sh-354G               | 66,58      | 85                          |                            |             |
| Shrapnel                               | Sh-361                | 6,61       | -                           | 666                        | 8 400       |
| Mitraglia                              |                       |            |                             |                            |             |
| Mitraglia                              | Sh-350                |            | 549 pallette                |                            | 200         |
| Granate fumogene                       |                       |            |                             |                            |             |
| Fumogena, acciaio                      | D-350                 | 6,45       | 80 TNT + 505 fosforo giallo |                            |             |
| Fumognea, ferro acciaioso              | D-350A                | 6,45       | 66 TNT + 380 fosforo giallo |                            |             |
| Granate incendiarie                    |                       |            |                             |                            |             |
| Incendiaria, acciaio                   | Z-350                 | 6,24       | 240                         | 679                        | 9 400       |
| Incendiaria                            | Z-354 (progetto 3890) | 6,5 (6,66) | 240                         | 624                        | 6 200       |
| Incendiaria                            | Z-354                 | 4,65       | 240                         | 680                        | 5 600       |
| Altre munizioni                        |                       |            |                             |                            |             |
| Caricamento chimico-Frammentazione     | OH-350                | 6,25       |                             | 680                        | 13 000      |

| Capacità di penetrazione       |                            |                            |
| Proiettile perforante BR-350A  |                            |                            |
| Distanza (m)                   | Angolo di impatto 60° (mm) | Angolo di impatto 90° (mm) |
| 100                            | 65                         | 80                         |
| 300                            | 60                         | 75                         |
| 500                            | 55                         | 70                         |
| 1000                           | 50                         | 60                         |
| 1500                           | 45                         | 50                         |
| Proiettile decalibrato BR-354P |                            |                            |
| Distanza (m)                   | Angolo di impatto 60° (mm) | Angolo di impatto 90° (mm) |
| 100                            | 108                        | 198                        |
| 300                            | 95                         | 176                        |
| 500                            | 80                         | 155                        |
| 1000                           | 55                         | 110                        |

## 7,62 cm PaK 39(r)
Subito dopo l'invasione tedesca dell'URSS nel 1941, le unità della Wehrmacht si scontrarono con i nuovi carri armati sovietici T-34 e KV. La spessa corazza inclinata di questi veicoli conferiva loro un buon grado di protezione contro le armi anticarro tedesche. Questa situazione portò alla richiesta di armi più potenti in grado di distruggere i suddetti carri da lunga distanza. La Germania aveva già un progetto adeguato alle esigenze, il 7,5 cm PaK 40, che era entrato in produzione alla fine del 1941 ma i primi pezzi non sarebbero stati consegnati fino al 1942. Fino a quando non ne fosse stato disponibile un numero adeguato, erano necessarie soluzioni provvisorie.
Così gli ingegneri tedeschi studiarono una serie di modifiche da applicare, con bassissimi costi, ai pezzi campali russi da 76 mm catturati. Così dal M1936 fu realizzato il 7,62 cm PaK 36(r).
Anche alcuni 7,62 cm FK 297(r) (F-22 USV di preda bellica tedesca) furono convertiti al ruolo anticarro, con la denominazione 7,62 cm Panzerabwehrkanone 39(russisch) (abbreviato in 7,62 PaK 39(r)).
Tutte le armi convertite, che secondo alcune fonti dovrebbero essere circa 300, erano ottenute da F-22 USV di produzione prebellica, in quanto quelli prodotti durante la guerra presentavano delle debolezze nella culatta. Infatti le modifiche comprendevano il ricameramento per una munizione tedesca più potente. Le altre modifiche riguardarono l'aggiunta di un freno di bocca e l'inversione della scatola degli ingranaggi per il brandeggio ed elevazione, con spostamento dei volantini sul lato del puntatore, a sinistra.